# 4e étape du Tour d'Espagne 2018
La 4e étape du Tour d'Espagne 2018 se déroule le 28 août 2018, entre Vélez-Málaga et Alfacar, sur un parcours de 161,4 kilomètres.
Le groupe d'échappé s'est joué la victoire d'étape.

## Résultats

### Classement de l'étape
| \| Classement de l'étape \| Classement de l'étape \| Classement de l'étape \| Classement de l'étape \| Classement de l'étape \| \| Coureur \| Coureur \| Pays \| Équipe \| Temps \| \| --------------------- \| --------------------- \| --------------------- \| -------------------------- \| --------------------- \| \| 1er \| Benjamin King \| États-Unis \| Dimension Data \| 4 h 33 min 12 s \| \| 2e \| Nikita Stalnow \| Kazakhstan \| Astana \| + 2 s \| \| 3e \| Pierre Rolland \| France \| EF Education First-Drapac \| + 13 s \| \| 4e \| Luis Ángel Maté \| Espagne \| Cofidis, Solutions Crédits \| + 1 min 08 s \| \| 5e \| Ben Gastauer \| Luxembourg \| AG2R La Mondiale \| + 1 min 39 s \| \| 6e \| Jelle Wallays \| Belgique \| Lotto-Soudal \| + 1 min 57 s \| \| 7e \| Óscar Cabedo \| Espagne \| Burgos-BH \| + 2 min 24 s \| \| 8e \| Simon Yates \| Royaume-Uni \| Mitchelton-Scott \| + 2 min 48 s \| \| 9e \| Emanuel Buchmann \| Allemagne \| Bora-Hansgrohe \| + 2 min 50 s \| \| 10e \| Miguel Ángel López \| Colombie \| Astana \| + 3 min 07 s \| |                    |             |                            |                 |
| |                    |             |                            |                 |
| Source : ProCyclingStats |                    |             |                            |                 |
| Classement de l'étape |                    |             |                            |                 |
| Coureur | Coureur            | Pays        | Équipe                     | Temps           |
| 1er | Benjamin King      | États-Unis  | Dimension Data             | 4 h 33 min 12 s |
| 2e | Nikita Stalnow     | Kazakhstan  | Astana                     | + 2 s           |
| 3e | Pierre Rolland     | France      | EF Education First-Drapac  | + 13 s          |
| 4e | Luis Ángel Maté    | Espagne     | Cofidis, Solutions Crédits | + 1 min 08 s    |
| 5e | Ben Gastauer       | Luxembourg  | AG2R La Mondiale           | + 1 min 39 s    |
| 6e | Jelle Wallays      | Belgique    | Lotto-Soudal               | + 1 min 57 s    |
| 7e | Óscar Cabedo       | Espagne     | Burgos-BH                  | + 2 min 24 s    |
| 8e | Simon Yates        | Royaume-Uni | Mitchelton-Scott           | + 2 min 48 s    |
| 9e | Emanuel Buchmann   | Allemagne   | Bora-Hansgrohe             | + 2 min 50 s    |
| 10e | Miguel Ángel López | Colombie    | Astana                     | + 3 min 07 s    |

## Classements à l'issue de l'étape

### Classement général
| \| Classement général \| Classement général \| Classement général \| Classement général \| Classement général \| \| Coureur \| Coureur \| Pays \| Équipe \| Temps \| \| ------------------ \| ------------------ \| ------------------ \| ------------------ \| ------------------ \| \| 1er \| Michał Kwiatkowski \| Pologne \| Team Sky \| 13 min 47 s \| \| 2e \| Emanuel Buchmann \| Allemagne \| Bora-Hansgrohe \| + 7 s \| \| 3e \| Simon Yates \| Royaume-Uni \| Mitchelton-Scott \| + 10 s \| \| 4e \| Alejandro Valverde \| Espagne \| Movistar Team \| + 12 s \| \| 5e \| Wilco Kelderman \| Pays-Bas \| Team Sunweb \| + 25 s \| \| 6e \| Ion Izagirre \| Espagne \| Bahrain-Merida \| + 30 s \| \| 7e \| Tony Gallopin \| France \| AG2R La Mondiale \| + 33 s \| \| 8e \| Nairo Quintana \| Colombie \| Movistar Team \| + 33 s \| \| 9e \| Steven Kruijswijk \| Pays-Bas \| LottoNL-Jumbo \| + 37 s \| \| 10e \| Enric Mas \| Espagne \| Quick-Step Floors \| + 42 s \| |                    |             |                   |             |
| |                    |             |                   |             |
| Source : ProCyclingStats |                    |             |                   |             |
| Classement général |                    |             |                   |             |
| Coureur | Coureur            | Pays        | Équipe            | Temps       |
| 1er | Michał Kwiatkowski | Pologne     | Team Sky          | 13 min 47 s |
| 2e | Emanuel Buchmann   | Allemagne   | Bora-Hansgrohe    | + 7 s       |
| 3e | Simon Yates        | Royaume-Uni | Mitchelton-Scott  | + 10 s      |
| 4e | Alejandro Valverde | Espagne     | Movistar Team     | + 12 s      |
| 5e | Wilco Kelderman    | Pays-Bas    | Team Sunweb       | + 25 s      |
| 6e | Ion Izagirre       | Espagne     | Bahrain-Merida    | + 30 s      |
| 7e | Tony Gallopin      | France      | AG2R La Mondiale  | + 33 s      |
| 8e | Nairo Quintana     | Colombie    | Movistar Team     | + 33 s      |
| 9e | Steven Kruijswijk  | Pays-Bas    | LottoNL-Jumbo     | + 37 s      |
| 10e | Enric Mas          | Espagne     | Quick-Step Floors | + 42 s      |

| Classement par points | Classement par points | Classement par points | Classement par points      | Classement par points |
| Coureur               | Coureur               | Pays                  | Équipe                     | Points                |
| --------------------- | --------------------- | --------------------- | -------------------------- | --------------------- |
| 1er                   | Michał Kwiatkowski    | Pologne               | Team Sky                   | 46 pts                |
| 2e                    | Alejandro Valverde    | Espagne               | Movistar Team              | 33 pts                |
| 3e                    | Benjamin King         | États-Unis            | Dimension Data             | 29 pts                |
| 4e                    | Elia Viviani          | Italie                | Quick-Step Floors          | 25 pts                |
| 5e                    | Rohan Dennis          | Australie             | BMC Racing Team            | 25 pts                |
| 6e                    | Giacomo Nizzolo       | Italie                | Trek-Segafredo             | 20 pts                |
| 7e                    | Wilco Kelderman       | Pays-Bas              | Team Sunweb                | 20 pts                |
| 8e                    | Nikita Stalnow        | Kazakhstan            | Astana                     | 20 pts                |
| 9e                    | Pierre Rolland        | France                | EF Education First-Drapac  | 19 pts                |
| 10e                   | Luis Ángel Maté       | Espagne               | Cofidis, Solutions Crédits | 17 pts                |

| Classement par points | Classement par points | Classement par points | Classement par points      | Classement par points |
| Coureur               | Coureur               | Pays                  | Équipe                     | Points                |
| --------------------- | --------------------- | --------------------- | -------------------------- | --------------------- |
| 1er                   | Michał Kwiatkowski    | Pologne               | Team Sky                   | 46 pts                |
| 2e                    | Alejandro Valverde    | Espagne               | Movistar Team              | 33 pts                |
| 3e                    | Benjamin King         | États-Unis            | Dimension Data             | 29 pts                |
| 4e                    | Elia Viviani          | Italie                | Quick-Step Floors          | 25 pts                |
| 5e                    | Rohan Dennis          | Australie             | BMC Racing Team            | 25 pts                |
| 6e                    | Giacomo Nizzolo       | Italie                | Trek-Segafredo             | 20 pts                |
| 7e                    | Wilco Kelderman       | Pays-Bas              | Team Sunweb                | 20 pts                |
| 8e                    | Nikita Stalnow        | Kazakhstan            | Astana                     | 20 pts                |
| 9e                    | Pierre Rolland        | France                | EF Education First-Drapac  | 19 pts                |
| 10e                   | Luis Ángel Maté       | Espagne               | Cofidis, Solutions Crédits | 17 pts                |

| Classement de la montagne | Classement de la montagne | Classement de la montagne | Classement de la montagne  | Classement de la montagne |
| Coureur                   | Coureur                   | Pays                      | Équipe                     | Points                    |
| ------------------------- | ------------------------- | ------------------------- | -------------------------- | ------------------------- |
| 1er                       | Luis Ángel Maté           | Espagne                   | Cofidis, Solutions Crédits | 36 pts                    |
| 2e                        | Pierre Rolland            | France                    | EF Education First-Drapac  | 20 pts                    |
| 3e                        | Benjamin King             | États-Unis                | Dimension Data             | 12 pts                    |
| 4e                        | Ben Gastauer              | Luxembourg                | AG2R La Mondiale           | 7 pts                     |
| 5e                        | Nikita Stalnow            | Kazakhstan                | Astana                     | 6 pts                     |
| 6e                        | Thomas De Gendt           | Belgique                  | Lotto-Soudal               | 5 pts                     |
| 7e                        | Nans Peters               | France                    | AG2R La Mondiale           | 4 pts                     |
| 8e                        | Alejandro Valverde        | Espagne                   | Movistar Team              | 3 pts                     |
| 9e                        | Jordi Simón               | Espagne                   | Burgos-BH                  | 3 pts                     |
| 10e                       | Michał Kwiatkowski        | Pologne                   | Team Sky                   | 2 pts                     |

| Classement de la montagne | Classement de la montagne | Classement de la montagne | Classement de la montagne  | Classement de la montagne |
| Coureur                   | Coureur                   | Pays                      | Équipe                     | Points                    |
| ------------------------- | ------------------------- | ------------------------- | -------------------------- | ------------------------- |
| 1er                       | Luis Ángel Maté           | Espagne                   | Cofidis, Solutions Crédits | 36 pts                    |
| 2e                        | Pierre Rolland            | France                    | EF Education First-Drapac  | 20 pts                    |
| 3e                        | Benjamin King             | États-Unis                | Dimension Data             | 12 pts                    |
| 4e                        | Ben Gastauer              | Luxembourg                | AG2R La Mondiale           | 7 pts                     |
| 5e                        | Nikita Stalnow            | Kazakhstan                | Astana                     | 6 pts                     |
| 6e                        | Thomas De Gendt           | Belgique                  | Lotto-Soudal               | 5 pts                     |
| 7e                        | Nans Peters               | France                    | AG2R La Mondiale           | 4 pts                     |
| 8e                        | Alejandro Valverde        | Espagne                   | Movistar Team              | 3 pts                     |
| 9e                        | Jordi Simón               | Espagne                   | Burgos-BH                  | 3 pts                     |
| 10e                       | Michał Kwiatkowski        | Pologne                   | Team Sky                   | 2 pts                     |

| Classement du combiné | Classement du combiné | Classement du combiné | Classement du combiné      | Classement du combiné |
| Coureur               | Coureur               | Pays                  | Équipe                     | Points                |
| --------------------- | --------------------- | --------------------- | -------------------------- | --------------------- |
| 1er                   | Michał Kwiatkowski    | Pologne               | Team Sky                   | 12 pts                |
| 2e                    | Alejandro Valverde    | Espagne               | Movistar Team              | 14 pts                |
| 3e                    | Benjamin King         | États-Unis            | Dimension Data             | 24 pts                |
| 4e                    | Laurens De Plus       | Belgique              | Quick-Step Floors          | 47 pts                |
| 5e                    | Ben Gastauer          | Luxembourg            | AG2R La Mondiale           | 51 pts                |
| 6e                    | Nikita Stalnow        | Kazakhstan            | Astana                     | 51 pts                |
| 7e                    | Pierre Rolland        | France                | EF Education First-Drapac  | 58 pts                |
| 8e                    | Luis Ángel Maté       | Espagne               | Cofidis, Solutions Crédits | 95 pts                |

| Classement du combiné | Classement du combiné | Classement du combiné | Classement du combiné      | Classement du combiné |
| Coureur               | Coureur               | Pays                  | Équipe                     | Points                |
| --------------------- | --------------------- | --------------------- | -------------------------- | --------------------- |
| 1er                   | Michał Kwiatkowski    | Pologne               | Team Sky                   | 12 pts                |
| 2e                    | Alejandro Valverde    | Espagne               | Movistar Team              | 14 pts                |
| 3e                    | Benjamin King         | États-Unis            | Dimension Data             | 24 pts                |
| 4e                    | Laurens De Plus       | Belgique              | Quick-Step Floors          | 47 pts                |
| 5e                    | Ben Gastauer          | Luxembourg            | AG2R La Mondiale           | 51 pts                |
| 6e                    | Nikita Stalnow        | Kazakhstan            | Astana                     | 51 pts                |
| 7e                    | Pierre Rolland        | France                | EF Education First-Drapac  | 58 pts                |
| 8e                    | Luis Ángel Maté       | Espagne               | Cofidis, Solutions Crédits | 95 pts                |

| Classement par équipes | Classement par équipes                   | Classement par équipes | Classement par équipes |
| Équipe                 | Équipe                                   | Pays                   | Temps                  |
| ---------------------- | ---------------------------------------- | ---------------------- | ---------------------- |
| 1re                    | Astana                                   | Kazakhstan             | 41 h 23 min 14 s       |
| 2e                     | Movistar Team                            | Espagne                | + 1 min 31 s           |
| 3e                     | Bora-Hansgrohe                           | Allemagne              | + 2 min 03 s           |
| 4e                     | Dimension Data                           | Afrique du Sud         | + 3 min 15 s           |
| 5e                     | Lotto NL-Jumbo                           | Pays-Bas               | + 4 min 07 s           |
| 6e                     | EF Education First-Drapac p/b Cannondale | États-Unis             | + 4 min 43 s           |
| 7e                     | Sky                                      | Royaume-Uni            | + 6 min 20 s           |
| 8e                     | AG2R La Mondiale                         | France                 | + 7 min 16 s           |
| 9e                     | Cofidis, Solutions Crédits               | France                 | + 8 min 34 s           |
| 10e                    | Bahrain-Merida                           | Bahreïn                | + 9 min 06 s           |

| Classement par équipes | Classement par équipes                   | Classement par équipes | Classement par équipes |
| Équipe                 | Équipe                                   | Pays                   | Temps                  |
| ---------------------- | ---------------------------------------- | ---------------------- | ---------------------- |
| 1re                    | Astana                                   | Kazakhstan             | 41 h 23 min 14 s       |
| 2e                     | Movistar Team                            | Espagne                | + 1 min 31 s           |
| 3e                     | Bora-Hansgrohe                           | Allemagne              | + 2 min 03 s           |
| 4e                     | Dimension Data                           | Afrique du Sud         | + 3 min 15 s           |
| 5e                     | Lotto NL-Jumbo                           | Pays-Bas               | + 4 min 07 s           |
| 6e                     | EF Education First-Drapac p/b Cannondale | États-Unis             | + 4 min 43 s           |
| 7e                     | Sky                                      | Royaume-Uni            | + 6 min 20 s           |
| 8e                     | AG2R La Mondiale                         | France                 | + 7 min 16 s           |
| 9e                     | Cofidis, Solutions Crédits               | France                 | + 8 min 34 s           |
| 10e                    | Bahrain-Merida                           | Bahreïn                | + 9 min 06 s           |